# Gracilodes fuscosa
Gracilodes fuscosa är en fjärilsart som beskrevs av Holland 1894. Gracilodes fuscosa ingår i släktet Gracilodes och familjen nattflyn. Inga underarter finns listade i Catalogue of Life.